# Чуянов, Алексей Семёнович
Алексе́й Семёнович Чуя́нов (17 (30) марта 1905, Темрюк — 30 ноября 1977, Москва) — советский партийный деятель. В 1938—1946 годах — Первый секретарь Сталинградского обкома и горкома ВКП(б).

## Биография
Родился 17 (30) марта 1905 года в городе Темрюк (ныне Краснодарский край) тринадцатым ребёнком в семье грузчика.
В 1918—1923 — пастух, сельхозработник, рабочий на рыбных промыслах Кубани.
В 1923—1927 — заведующий агитпроп, секретарь ряда райкомов комсомола Кубанского округа.
В 1925 году вступил в ВКП(б).
В 1927 году — заведующий отделом Кубанского окружкома ВЛКСМ.
В 1928—1929 — на профсоюзной работе.
В 1929—1934 — студент, а в 1935—1937 — аспирант Московского химико-технологического института мясной промышленности.
В 1934—1936 — инженер-механик московского треста Мясохладстрой.
В 1937—1938 — инструктор отдела руководящих партийных работников ЦК ВКП (б).
С 22 июня 1938 по 6 декабря 1946 — 1-й секретарь Сталинградского обкома и горкома ВКП(б). Сразу после назначения на должность инициировал пересмотр ряда следственных дел как необоснованных во время массовых репрессий.
В 1939—1952 — кандидат в члены ЦК ВКП(б).
В 1941—1950 — депутат ВС СССР 1—2 созывов.
Во время Великой Отечественной войны в 1941—1943 годах являлся председателем Сталинградского городского комитета обороны.
Во время Сталинградской битвы ярко проявился организаторский талант Чуянова. Он занимался вопросами тыла, а также реорганизацией производства на нужды фронта. При его содействии чётко была организована работа по выпуску танков Т-34 и другой военной техники, заготовка и переработка сельхозпродуктов, а также работа предприятий по ремонту техники.
Большую работу провёл Сталинградский обком партии под руководством Чуянова по формированию и подготовке отрядов народного ополчения, рабочих отрядов самообороны, по эвакуации из города мирных жителей и государственных ценностей. 
В 1942—1943 годах был членом Военного совета Сталинградского, Донского фронтов. 8 января 1943 года Чуянов был переведён из членов Военного совета Южного фронта в члены Военного совета Донского фронта.
С декабря 1946 года — зам. начальника Главного управления по делам промысловой и потребительской кооперации при Совете Министров СССР, в 1955—1960 годах — работал в Государственном комитете СМ СССР по вопросам труда и заработной платы.
У Алексея Семёновича Чуянова сложились доверительные отношения с журналистом Всеволодом Петровичем Ершовым и писателем Александром Михайловичем Шейниным.
В своём письме волгоградскому журналисту Всеволоду Петровичу Ершову от 4 марта 1969 года А. С. Чуянов писал, что «…Разве Сталинградская битва может быть вложена только в Сталина, Жукова, Василевского и Ерёменко…», он писал о красоте человеческих душ рабочих, волгарей, народоополченцев; о партизанах, разведчиках, девушках-сталинградках и самом маленьком защитнике Сталинграда — Константине Дмитриевиче Зимине, 12-летнем сыне 80-й гвардейской стрелковой дивизии Дёмина.
Решением Волгоградского городского Совета депутатов трудящихся от 4 мая 1970 года «за особые заслуги, проявленные в обороне города и разгроме немецко-фашистских войск в Сталинградской битве» Чуянову было присвоено звание «Почётный гражданин города-героя Волгограда».
Умер в 1977 году в Москве, похоронен в Волгограде, на Мамаевом кургане.

## Память
- Дом Чуянова в Волгограде[12]
- Гранитный памятник в Волгограде[13]
- Мемориальная доска с портретом А. С. Чуянова на стене бункера ГКО в Комсомольском саду[14]
- Надгробная плита на Мамаевом Кургане
- Улица Чуянова в Темрюке

## Награды
- орден Ленина (02.1942)[15]
- орден Октябрьской Революции (28.03.1975)
- орден Трудового Красного Знамени
- медаль «За оборону Сталинграда»
- медаль «За Победу над Германией в Великой Отечественной войне 1941—1945 гг»
- Почётный гражданин города-героя Волгограда (4 мая 1970)

## Семья
- Сестра — Анастасия.[2]